# Коффи (округ, Алабама)
Ко́ффи (англ. Coffee County) — округ в США, штате Алабама. Официально образован в 1841 году. По состоянию на 2000 год, численность населения составляла 43 615 человек. Де-факто административный центр округа — Элба, но в различных случаях Энтерпрайз дублирует функции административного центра, так как в нём расположено второе здание окружного суда.

## География
По данным Бюро переписи США, общая площадь округа равняется 1 761,202 км2, из которых 1 758,612 км2 суша и 3,885 км2 или 0,200 % это водоемы.

### Соседние округа
|           | Креншо  | Пайк |  |  |
| Ковингтон | север   | Дейл |  |  |
| Ковингтон | Коффи   | Дейл |  |  |
| Ковингтон | юг      | Дейл |  |  |
|           | Дженива |      |  |  |

## Население
По данным переписи населения 2000 года в округе проживает 43 615 жителей в составе 17 421 домашних хозяйств и 12 490 семей. Плотность населения составляет 25,00 человек на км2. На территории округа насчитывается 19 837 жилых строений, при плотности застройки около 11,00-ти строений на км2. Расовый состав населения: белые — 77,11 %, афроамериканцы — 18,37 %, коренные американцы (индейцы) — 0,91 %, азиаты — 0,95 %, гавайцы — 0,09 %, представители других рас — 0,89 %, представители двух или более рас — 1,67 %. Испаноязычные составляли 2,71 % населения независимо от расы.
В составе 32,10 % из общего числа домашних хозяйств проживают дети в возрасте до 18 лет, 56,40 % домашних хозяйств представляют собой супружеские пары проживающие вместе, 12,10 % домашних хозяйств представляют собой одиноких женщин без супруга, 28,30 % домашних хозяйств не имеют отношения к семьям, 24,90 % домашних хозяйств состоят из одного человека, 10,20 % домашних хозяйств состоят из престарелых (65 лет и старше), проживающих в одиночестве. Средний размер домашнего хозяйства составляет 2,46 человека, и средний размер семьи 2,93 человека.
Возрастной состав округа: 24,80 % моложе 18 лет, 8,90 % от 18 до 24, 28,10 % от 25 до 44, 24,10 % от 45 до 64 и 24,10 % от 65 и старше. Средний возраст жителя округа 37 лет. На каждые 100 женщин приходится 95,50 мужчин. На каждые 100 женщин старше 18 лет приходится 92,00 мужчин.
Средний доход на домохозяйство в округе составлял 33 664 USD, на семью — 39 664 USD. Среднестатистический заработок мужчины был 31 468 USD против 20 234 USD для женщины. Доход на душу населения составлял 18 321 USD. Около 11,30 % семей и 14,70 % общего населения находились ниже черты бедности, в том числе — 22,30 % молодежи (тех, кому ещё не исполнилось 18 лет) и 13,50 % тех, кому было уже больше 65 лет.